# Змајевац (Кнежеви Виногради)
Змајевац (мађ. Vörösmart) је насељено место у Барањи, у саставу општине Кнежеви Виногради, Осјечко-барањска жупанија, Република Хрватска.

## Историја
До територијалне реорганизације у Хрватској, налазио се у саставу старе општине Бели Манастир.

## Становништво
На попису становништва 2011. године, Змајевац је имао 853 становника.

## Попис 1991.
На попису становништва 1991. године, насељено место Змајевац је имало 1.235 становника, следећег националног састава:
| Попис 1991.‍   | Попис 1991.‍  | Попис 1991.‍ | Попис 1991.‍ | Попис 1991.‍ |
| ------------- | ------------ | ----------- | ----------- | ----------- |
|               |              |             |             |             |
| Мађари        | Мађари       |             | 888         | 71,90%      |
| Хрвати        | Хрвати       |             | 240         | 19,43%      |
| Срби          | Срби         |             | 29          | 2,34%       |
| Југословени   | Југословени  |             | 19          | 1,53%       |
| Немци         | Немци        |             | 13          | 1,05%       |
| Албанци       | Албанци      |             | 3           | 0,24%       |
| Муслимани     | Муслимани    |             | 2           | 0,16%       |
| Роми          | Роми         |             | 2           | 0,16%       |
| Румуни        | Румуни       |             | 1           | 0,08%       |
| Словенци      | Словенци     |             | 1           | 0,08%       |
| неопредељени  | неопредељени |             | 9           | 0,72%       |
| регион. опр.  | регион. опр. |             | 1           | 0,08%       |
| непознато     | непознато    |             | 27          | 2,18%       |
| укупно: 1.235 |              |             |             |             |